# Eusebio Hernández
Eusebio Hernández Munilla (ur. 26 czerwca 1911 w Valparaíso, zm. 21 czerwca 1997 tamże) – chilijski koszykarz, uczestnik Letnich Igrzysk Olimpijskich 1936. W pierwszej rundzie jego drużyna pokonała Turcję 30:16. W drugiej Chilijczycy pokonali Brazylię 23:18, jednak w rundzie trzeciej przegrali z Włochami (19:27). Wraz z kilkoma innymi reprezentacjami, Chile zajęło ex aequo 9. miejsce.